# 알트마르크 조약

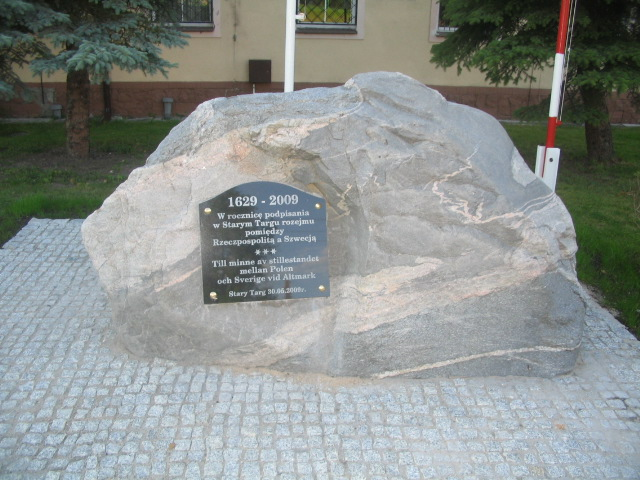
1629년 폴란드-리투아니아 연방과 스웨덴 사이에 체결된 알트마르크 조약을 기념하는 조각 작품

알트마르크 조약(독일어: Vertrag von Altmark, 스웨덴어: Stillståndet i Altmark, 폴란드어: Rozejm w Altmarku)은 1629년 9월 26일에 단치히 인근의 알트마르크(Altmark, 현재의 폴란드 그단스크 인근의 스타리타르크(Stary Targ))에서 폴란드-리투아니아 연방과 스웨덴 사이에 체결된 30년 전쟁의 평화 조약이다.
이 조약에 따라 스웨덴은 리보니아와 비스와강 어귀를 계속 지배했다. 또한 스웨덴은 프로이센 공국의 대부분 지역에서 군대를 철수하는 대신 연안 지방의 도시를 계속 지배했다. 폴란드-리투아니아 연방은 1625년에 일어난 스웨덴의 침공으로 인해 빼앗긴 지역을 수복했다.
리보니아 북부는 스웨덴의 지배를 받았지만 리보니아 남동부는 폴란드-리투아니아 연방의 지배를 받게 된다. 스웨덴은 6년 뒤에 리보니아에 위치한 항구 통행료의 2/3을 분담했는데 이 가운데에는 그단스크(단치히), 엘블롱크(엘빙) 등이 포함되었다. 항구 통행료는 스웨덴이 30년 전쟁에 참전하면서 획득한 자금을 통해 전달되었다.
1635년에 체결된 슈툼스도르프 조약(Stuhmsdorf)에 따라 알트마르크 조약의 기한이 연장되었다. 이 조약은 스웨덴이 폴란드-리투아니아 연방-신성 로마 제국 연합군에게 패전한 이후에 체결되었다. 스웨덴은 프로이센의 항구를 포기했고 폴란드-리투아니아 연방은 리가, 다우가프필스를 제외한 리보니아의 대부분 지역을 포기하게 된다.